# Paddi Edwards
Paddi Edwards est une actrice, née le 9 décembre 1931 et morte le 18 octobre 1999 à Encino (Californie).

## Biographie
elle fait la voix de Gozer dans S.O.S. fantômes .

## Filmographie
- 1978 : Corvette Summer : Loop Gaffer
- 1980 : Vol et mariage, un cas de conscience (Rape and Marriage: The Rideout Case) (TV) : Pauline Speerstra
- 1982 : Escape to Love de Herb Stein : Emilia
- 1982 : Life of the Party: The Story of Beatrice (TV) : Elzee
- 1982 : Halloween 3 : Le Sang du sorcier (Halloween III: Season of the Witch) : Silver Shamrock Secretary
- 1983 : Attendez que maman revienne (en) (Wait Till Your Mother Gets Home!) (TV) : Rae Susoeff
- 1983 : L'Une cuisine, l'autre pas (One Cooks, the Other Doesn't) (TV) : Hobson
- 1983 : To Be or Not to Be : Pub Waitress
- 1984 : S.O.S. fantômes (Ghost Busters) : Gozer (voix)
- 1984 : The Murder of Sherlock Holmes (TV) : Lois Hoey
- 1984 : Fatal Vision (en) (TV) : Mrs. Perry MacDonald
- 1984 : It Came Upon the Midnight Clear (TV) : Charity Lady
- 1985 : Surviving (TV) : Alma
- 1986 : Blue City : Kate
- 1986 : Stewardess School (en) : Older Woman
- 1986 : Under the Influence (TV) : Eve
- 1987 : The Last Fling (en) (TV) : Mrs. Reed
- 1987 : Prise au piège (en) (Deadly Care) (TV) : Mrs. Kellerman
- 1987 : Cordes et discordes (Surrender) : Judge
- 1988 : Secret Witness (TV) : Eunice
- 1989 : La Petite Sirène (The Little Mermaid) de John Musker et Ron Clements : Flotsam & Jetsam (voix)
- 1992 : Caged Fear : Miss Bee
- 1993 : L'Affaire Amy Fisher : Désignée coupable (Casualties of Love: The Long Island Lolita Story) (TV) : Pat Connery
- 1994 : Edith Ann: Homeless Go Home (TV) (voix)
- 1997 : Hercule (Hercules) : The Fates (voix)
- 1999 : Hercule : De zéro en héros (en) (vidéo) : Atropos (voix)
- 2000 : Dingo et Max 2 : Les Sportifs de l'extrême (vidéo) : Receptionist at Office (voix)